# Brock
Brock Harrison (タケシ?, Takeshi) o Brock Peters (in francese Pierre e in tedesco Rocko), nel mondo dei Pokémon, è il capopalestra di Plumbeopoli. Nella serie animata, lascia la sua palestra per seguire Ash Ketchum.
Il nome richiama la parola inglese rock, che vuol dire roccia, che è appunto il suo tipo di Pokémon preferito.
Sia nell'anime sia nei manga Electric Tale of Pikachu e Ash & Pikachu Brock appare sempre con gli occhi chiusi. Questa caratteristica sembra essere ereditaria, poiché anche il padre di Brock e i suoi nove fratelli e sorelle hanno sempre gli occhi chiusi.
In giapponese è doppiato da Yūji Ueda, in inglese da Eric Stuart (dal 2006 sostituito da Bill Rogers) e in italiano da Nicola Bartolini Carrassi, nelle prime due serie, e da Luca Bottale, a partire dal 2001.

## Storia

Brock con il suo Onix

Nell'anime Brock aspira a diventare il più grande allevatore di Pokémon, affronterà Ash Ketchum riuscendo a batterlo, ma poi l'allenatore lo affronterà per la rivincita, e nonostante stesse per batterlo l'incontro viene sospeso anche se Brock decide ugualmente di consegnargli la medaglia, poi decide di viaggiare con Ash e Misty per la regione di Kanto e rinuncia al titolo di capopalestra per diventare allevatore. Lascia brevemente il gruppo per aiutare la Professoressa Ivy nelle Isole Orange, ma ritorna misteriosamente a Biancavilla (Pallet Town) dopo che Ash ha conquistato il trofeo della Lega di Orange. Una volta rientrato a far parte del gruppo di Ash e Misty, viaggia attraverso la regione di Johto.
Alla fine della Conferenza Argento, Brock torna a Plumbeopoli. Qui incontra la madre Lola (ミズホ?, Mizuho), allenatrice di Pokémon d'Acqua di cui si erano perse le tracce, che ha preso il controllo della palestra. Brock la sfida, la sconfigge e lascia tutti i suoi Pokémon (eccetto Forretress) ad uno dei suoi fratelli più giovani prima di partire per la regione di Hoenn, dove raggiunge Ash e i suoi due nuovi amici, Vera e suo fratello Max.
Durante questo periodo, il padre di Brock, l'ex-capopalestra Flint (ムノー?, Munō), e il suo secondogenito Forrest (ジロー?, Jirō) assumono il ruolo di capipalestra e la responsabilità di badare agli altri membri della famiglia, composta da dieci figli. Brock infatti possiede cinque fratelli e quattro sorelle. Finito il viaggio per Hoenn deciderà di seguire Ash anche nelle sue lotte al Parco Lotta e per la regione di Sinnoh in compagnia di Ash e Lucinda. Al termine di questo viaggio, deciderà di separarsi dal gruppo per poter iniziare la carriera di Medico Pokémon.
Ash incontrerà nuovamente Brock e Misty in due episodi appartenenti alla serie Pokémon Sole e Luna dove sconfiggerà Kawe e il suo Turtonator utilizzando la megaevoluzione del suo Steelix.
Una delle gag ricorrenti nell'anime riguarda Brock, che s'innamora di tutte le ragazze della sua età (o più grandi di lui) e spesso viene deriso, o entra in uno stato di confusione, oppure viene costretto a rinunciare da Misty (e in seguito da Max e da Croagunk). Una eccezione inspiegabile accade con la Professoressa Ivy, la professoressa dei Pokémon delle Isole Orange, e con le sue tre assistenti, con cui trascorre un periodo di tempo fuori dal cartone. In seguito ritorna misteriosamente ma rifiuta di spiegare il motivo del suo ritorno, diventando inquieto ogniqualvolta si ricorda di ciò e dicendo "Non pronunciate quel nome!". Molti fan credono che il chiaro amore di Brock per la Professoressa Ivy non sia stato ricambiato o, peggio ancora, che la Professoressa Ivy non abbia apprezzato il suo lavoro. Altri pensano che Brock non sia abituato ai rifiuti ma non ci sono prove, al momento, che lo dimostrano.
Nell'anime viene reso noto che ha consegnato la medaglia Sasso agli allenatori Gary, Otoshi e Reggie, il fratello maggiore di Paul.
Brock appare nella serie Pokémon: Le origini dove affronta Rosso, il capopalestra usa due Pokémon permettendo allo sfidante di usarne cinque, alla fine Rosso vince l'incontro ottenendo la medaglia. È inoltre presente nei titoli di coda di Il film Pokémon - Scelgo te!.

## Pokémon di Brock

### Nell'anime
Brock possiede i seguenti Pokémon:
- Sudowoodo - Evoluzione del suo Bonsly catturato nell'episodio La scuola per ninja (From Cradle to Save). Le sue mosse sono Falselacrime, Sdoppiatore, Flagello, Mimica, Martelpugno, Finta e Colpo Basso.[11]
- Comfey - Ricevuto dall'infermiera Joy nella regione di Alola.[12]
- Croagunk - Catturato nel corso di Bugiardi in Palestra (Gymbaliar). Le sue mosse sono Velenospina, Velenpuntura e Breccia. Il Pokémon utilizza l'attacco Velenpuntura su Brock ogni volta che il suo allenatore tenta di corteggiare una ragazza.[13]
- Chansey - Evoluzione del suo Happiny, ottenuto da un uovo ricevuto in La grande gara di travestimento (All Dressed up with Somewhere to Go!) e schiusosi nel corso di La famiglia cresce (One Big Happiny Family!). Le sue mosse sono Botta, Forzasegreta e Covauova.[14]

I Pokémon elencati in seguito, al momento, si trovano nella palestra di Plumbeopoli, e sono stati affidati da Brock al fratello minore prima di partire verso la regione di Hoenn:
- Forretress - Evoluzione del suo Pineco che ha catturato nell'episodio Uno strano frutto (Goin' Apricorn). Le sue mosse sono Autodistruzione, Punte, Rapigiro, Esplosione e Azione.[15]
- Ludicolo - Evoluzione del suo Lombre, a sua volta evoluto da Lotad che ha catturato nell'episodio Tutti Frutti (The Lotad Lowdown). Le sue mosse sono Pistolacqua, Foglielama e Semitraglia.[16]
- Crobat - Evoluzione del suo Golbat, a sua volta evoluto da Zubat che ha catturato nell'episodio La Pietralunare (Clefairy and the Moonstone). Le sue mosse sono Turbine, Supersuono, Attacco d'Ala e Sonicboom.[17]
- Steelix - Evoluzione del suo Onix, primo Pokémon di Brock apparso nell'anime. Ottenuto prima di La grande sfida (Showdown in Pewter City). Nell'episodio speciale La famiglia di Brock (A Family That Battles Together, Stays Together!!) si scopre che è un regalo del padre. Può megaevolversi in MegaSteelix tramite la Steelixite posseduta da Brock. Le sue mosse sono Azione, Legatutto, Fossa, Sassata, Terrempesta, Schianto, Codacciaio, Dragospiro, Vortexpalla e Pietrataglio.[18]
- Geodude - Secondo Pokémon di Brock apparso nell'anime, Ottenuto prima di La grande sfida (Showdown in Pewter City). Le sue mosse sono Movimento Sismico, Azione, Fossa, Megapugno, Terrempesta e Vortexpalla.[19]

Prima d'intraprendere il viaggio per Sinnoh ha lasciato il suo Marshtomp, evoluzione del suo Mudkip catturato nell'episodio L'uomo della palude (A Mudkip Mission!), nella palestra del fratello. Le mosse del Pokémon sono Pistolacqua, Colpodifango, Protezione e Azione.
Brock ha avuto per lungo periodo il Vulpix di Susie, ottenuto nell'episodio Il salone di bellezza (Pokémon Fashion Flash), e riconsegnato alla proprietaria nell'episodio Il concorso di bellezza (Beauty And The Breeder). Ha inoltre catturato un esemplare di Tauros.
In Pokémon: Le origini Brock utilizza un Geodude e un Onix.

### Nel videogioco
Nei videogiochi Pokémon Rosso e Blu e Pokémon Giallo Brock possiede un Geodude ed un Onix. Una volta sconfitto consegnerà al protagonista, oltre alla Medaglia Sasso, l'MT 34, contenente la mossa Pazienza. Nei remake Pokémon Rosso Fuoco e Verde Foglia Brock schiera gli stessi Pokémon, tuttavia il suo Onix è in grado di utilizzare l'attacco Rocciotomba, contenuta nella MT 39 che sostituisce quella presente nei titoli della prima generazione.
In Pokémon Oro e Argento e Pokémon Cristallo Brock utilizza Graveler, Rhyhorn, Omastar, Kabutops e Onix. Nei remake Pokémon Oro HeartGold e Argento SoulSilver schiererà nel corso del secondo incontro i Pokémon Golem, Relicanth, Omastar, Kabutops, Rampardos e Onix.
Nei videogiochi Pokémon Nero 2 e Bianco 2 partecipa al Pokémon World Tournament utilizzando Onix, Golem, Kabutops, Omastar, Aerodactyl, Relicanth, Tyranitar e Rhyperior.
In Pokémon Stadium Brock possiede Onix, Graveler, Cubone, Vulpix, Omanyte, Kabuto, Golbat, Golem, Ninetales, Dugtrio e Omastar. Nel sequel Pokémon Stadium 2 il capopalestra schiera Onix, Golem, Pinsir, Omastar, Kabutops, Forretress, Steelix, Rhydon, Slowbro, Shuckle, Heracross e Ursaring.

### Nel manga
In Pokémon - La grande avventura Brock possiede sei Geodude, un Onix ed un Kabutops; ha anche donato il suo Graveler a Yellow. Dopo aver perso alla palestra contro Red e Blue, aiuta il gruppo a combattere il Team Rocket a Zafferanopoli e anche nella sfida coi Superquattro di Kanto. Nel torneo dei Capipalestra viene sconfitto da Jasmine.

### Nel gioco di carte collezionabili
Nel gioco di carte collezionabili Brock possiede esemplari di Rhyhorn, Rhydon, Geodude, Graveler, Golem, Onix, Sandshrew, Sandslash, Zubat, Golbat, Crobat, Lickitung, Mankey, Primeape, Vulpix, Ninetales, Diglett, Dugtrio, Omastar, Kabutops, Mudkip, Marshtomp, Forretress e Croagunk. Il capopalestra è inoltre presente nei set Gym Heroes e Gym Challenge nelle carte Trainer "Brock", "Brock's Training Method" e "Brock's Protection". Anche la sua palestra è presente sotto forma di carta Stadium.